# ファールーク・アッ＝シャルア
ファールーク・アッ＝シャルア（アラビア語: فاروق الشرع、Farouk Al-Shara、1938年12月10日 -）は、シリアの政治家。元副大統領（2006年-2014年）、元外相（1984年-2006年）。アラブ社会主義バアス党所属。スンナ派。日本語メディアでは「ファルーク・シャラ」と表記されることが多い。

## 経歴
1938年ダルアーに生まれる。ダマスカス大学人文学部英語学科卒業、ロンドン大学に留学し国際法を学ぶ。1963年にシリア航空に入社し1976年まで勤務、1976年から1980年まで駐イタリア大使をつとめた。
1980年外務副大臣に任命され、1984年に外務大臣に就任。2006年2月11日、外交情報政策担当副大統領に就任した。
2012年8月、シリア内戦のさなか、政権から離反したとの情報を反体制派が流したが、事実ではなかった。
2013年7月、バアス党の地域指導部員の交代が行われ、指導部から外れた。